# 로라 스메트
로라 스메트(Laura Smet, 1983년 11월 15일 ~ )는 프랑스의 배우, 가수이다. 음악가 조니 알리데와 배우 나탈리 바유의 딸이다.

## 출연 작품

### 영화
- 육체, 그 참을 수 없는 가벼움 (2003, Les Corps impatients)
- 질의 여인 (2004, La Femme de Gilles)
- 신부 들러리 (2004)
- 0시를 향하여 (2007, L'Heure zéro)
- U.V. (2007)
- 새벽의 경계 (2008, La Frontière de l'aube)
- 이브 생 로랑 (2014)
- 96시간 (2014, 96 Heures)
- Tiens-toi droite (2014)
- 에덴: 로스트 인 뮤직 (2014, Eden)
- Premiers Crus (2015)
- 더 가디언즈 (2017, Les Gardiennes)
- 카본 (2017, Carbon)
- La Sainte Famille (2019)

### 텔레비전
- 연예인 매니저로 살아남기 (2015)
- 파우다: 혼돈 (2022, פאודה)